# Santa Lucía en los Juegos Olímpicos de Atlanta 1996
Santa Lucía estuvo representada en los Juegos Olímpicos de Atlanta 1996 por seis deportistas, cinco hombres y una mujer, que compitieron en dos deportes.
La portadora de la bandera en la ceremonia de apertura fue la atleta Michelle Baptiste. El equipo olímpico santalucense no obtuvo ninguna medalla en estos Juegos.